# Deutsche Schwimmmeisterschaften 2000
Die 112. Deutschen Meisterschaften im Schwimmen fanden vom 15. bis 18. Juni 2000 in der neu eröffneten Schwimm- und Sprunghalle im Europasportpark in Berlin statt.
| Disziplin           | Männer           | Männer                   | Männer   | Frauen                | Frauen            | Frauen   |
| Disziplin           | Name             | Verein                   | Zeit     | Name                  | Verein            | Zeit     |
| ------------------- | ---------------- | ------------------------ | -------- | --------------------- | ----------------- | -------- |
| 50 m Freistil       | Carsten Dehmlow  | SG Neukölln              | 00:22,54 | Sandra Völker         | SG Hamburg        | 00:25.09 |
| 100 m Freistil      | Christian Tröger | 1. Münchener SC          | 00:49,79 | Antje Buschschulte    | SC Magdeburg      | 00:54.39 |
| 200 m Freistil      | Stefan Herbst    | SSV Leutzsch             | 01:49,75 | Franziska van Almsick | SC Berlin         | 01:59,25 |
| 400 m Freistil      | Heiko Hell       | Elmshorner MTV           | 03:52,00 | Hannah Stockbauer     | SSG Erlangen      | 04:06,55 |
| 800 m Freistil      | Heiko Hell       | Elmshorner MTV           | 08:02,29 | Hannah Stockbauer     | SSG Erlangen      | 08:29,84 |
| 1500 m Freistil     | Heiko Hell       | Elmshorner MTV           | 15:11,84 |                       |                   |          |
| 50 m Brust          | Mark Warnecke    | SG Essen                 | 00:27,66 | Sylvia Gerasch        | SC Berlin         | 00:31,39 |
| 100 m Brust         | Mark Warnecke    | SG Essen                 | 01:01,74 | Sylvia Gerasch        | SC Berlin         | 01:09.07 |
| 200 m Brust         | Jens Kruppa      | SC Riesa                 | 02:16,00 | Anne Poleska          | SG Krefeld        | 02:27,76 |
| 50 m Rücken         | Stev Theloke     | SC Chemnitz 1892         | 00:25,63 | Sandra Völker         | SG Hamburg        | 00:28,25 |
| 100 m Rücken        | Steffen Driesen  | SG Bayer W/U/D           | 00:55,38 | Antje Buschschulte    | SC Magdeburg      | 01:01,01 |
| 200 m Rücken        | Ralf Braun       | Wasserfreunde Spandau 04 | 02:00,31 | Antje Buschschulte    | SC Magdeburg      | 02:11,12 |
| 50 m Schmetterling  | Thomas Rupprath  | SG Neuss                 | 00:24,11 | Daniela Samulski      | SV Preußen Berlin | 00:27,27 |
| 100 m Schmetterling | Thomas Rupprath  | SG Neuss                 | 00:52,58 | Daniela Samulski      | SV Preußen Berlin | 00:59,87 |
| 200 m Schmetterling | Thomas Rupprath  | SG Neuss                 | 01:56,82 | Franziska van Almsick | SC Berlin         | 02:10,58 |
| 200 m Lagen         | Jens Kruppa      | SC Riesa                 | 02:01,72 | Nicole Hetzer         | Wacker Burghausen | 02:14,71 |
| 400 m Lagen         | Jirka Letzin     | SC DHfK Leipzig          | 04:23,15 | Nicole Hetzer         | Wacker Burghausen | 04:41,66 |